# Square Alice
Le square Alice est une voie du 14e arrondissement de Paris, en France.

## Situation et accès
Le square Alice est une voie publique située dans le 14e arrondissement de Paris. Il débute au 127, rue Didot et se termine en impasse.

## Origine du nom
Il porte le nom de Mme Alice Pelletier, la propriétaire des terrains.

## Historique
Ce square a été créé en 1905 sur les terrains appartenant à Mme Alice Pelletier.